# ソニーオープン・イン・ハワイ
ソニーオープン・イン・ハワイ（Sony Open in Hawaii）は、アメリカ合衆国ハワイ州ホノルル市カハラ地区にあるワイアラエ・カントリークラブ（The Wai'alae Country Club）で毎年開かれるPGAツアーの公式戦の名称である。

## 概要
この大会の母体は1928年に発足し、1965年からPGAツアーとなった「ハワイアン・オープン」で、当初は11月に開催されていたが、1970年は開催がなく、71年からはシーズン序盤の2月に開催されてきた。1929年には宮本留吉と安田幸吉が日本人初となる海外トーナメント出場をこの大会で果たす。1983年度の大会では青木功が、大会最終日の18番ホールでチップイン・イーグルを決めて、アメリカツアーにおける日本人選手初優勝を飾り、大きな話題になった（その後コースのレイアウト変更が行われたため、青木がチップイン・イーグルを決めたホールは現在の18番ホールとは異なっている。）。
その後1991年にユナイテッド航空がタイトルスポンサーとなり、1999年に日系メーカー・ソニーが協賛するようになり、大会名も協賛スポンサーの名称を冠に被せた現在の「ソニーオープン・イン・ハワイ」となった。例年1月中旬に開催され、前週開催で年明け最初の大会である「トーナメント・オブ・チャンピオンズ」（同州マウイ島カパルア・プランテーション・ゴルフコースで開催）が前年度のツアー優勝者のみで争われる大会であるため、開幕日を1月としていた2013年までは、この試合を事実上の開幕戦と位置づける人も多かった。2013-14シーズンから開幕日が10月に変更され、現在は新年の序盤を飾る大会という位置づけとなっている。

## 優勝者
| 年                                                               | 優勝者                                                         | 国                                                             | スコア                                                         | アンダーパー                                                   | 2位との差                                                      | 2位(タイ)                                                                           | 1位賞金 ($)                                                    |                     |
| Sony Open in Hawaii                                              | Sony Open in Hawaii                                            | Sony Open in Hawaii                                            | Sony Open in Hawaii                                            | Sony Open in Hawaii                                            | Sony Open in Hawaii                                            | Sony Open in Hawaii                                                                 | Sony Open in Hawaii                                            | Sony Open in Hawaii |
| ---------------------------------------------------------------- | -------------------------------------------------------------- | -------------------------------------------------------------- | -------------------------------------------------------------- | -------------------------------------------------------------- | -------------------------------------------------------------- | ----------------------------------------------------------------------------------- | -------------------------------------------------------------- | ------------------- |
| 2025                                                             | Nick Taylor                                                    | 264                                                            | −16                                                            | Playoff                                                        | Nico Echavarría                                                | 8,700,000                                                                           | 1,566,000                                                      |                     |
| 2024                                                             | グレイソン・マレー                                             | アメリカ合衆国                                                 | 263                                                            | −17                                                            | プレーオフ                                                     | アン・ビョンフン キーガン・ブラッドリー                                             | 1,494,000                                                      |                     |
| 2023                                                             | キム・シウー                                                   | 韓国                                                           | 262                                                            | −18                                                            | 1打差                                                          | ヘイデン・バックリー                                                                | 1,422,000                                                      |                     |
| 2022                                                             | 松山英樹                                                       | 日本                                                           | 257                                                            | −23                                                            | プレーオフ                                                     | ラッセル・ヘンリー                                                                  | 1,350,000                                                      |                     |
| 2021                                                             | ケビン・ナ                                                     | アメリカ合衆国                                                 | 259                                                            | −21                                                            | 1打差                                                          | クリス・カーク ホアキン・ニーマン                                                   | 1,188,000                                                      |                     |
| 2020                                                             | キャメロン・スミス                                             | オーストラリア                                                 | 269                                                            | −11                                                            | プレーオフ                                                     | ブレンダン・スティール                                                              | 1,340,000                                                      |                     |
| 2019                                                             | マット・クーチャー                                             | アメリカ合衆国                                                 | 258                                                            | −22                                                            | 4打差                                                          | アンドリュー・パットマン                                                            | 1,152,000                                                      |                     |
| 2018                                                             | パットン・カザイア                                             | アメリカ合衆国                                                 | 263                                                            | −17                                                            | プレーオフ                                                     | ジェームズ・ハーン                                                                  | 1,116,000                                                      |                     |
| 2017                                                             | ジャスティン・トーマス                                         | アメリカ合衆国                                                 | 253                                                            | −27                                                            | 7打差                                                          | ジャスティン・ローズ                                                                | 1,080,000                                                      |                     |
| 2016                                                             | ファビアン・ゴメス                                             | アルゼンチン                                                   | 260                                                            | -20                                                            | プレーオフ                                                     | ブラント・スネデカー                                                                | 1,044,000                                                      |                     |
| 2015                                                             | ジミー・ウォーカー                                             | アメリカ合衆国                                                 | 257                                                            | -23                                                            | 9打差                                                          | スコット・ピアシー                                                                  | 1,008,000                                                      |                     |
| 2014                                                             | ジミー・ウォーカー                                             | アメリカ合衆国                                                 | 263                                                            | -17                                                            | 1打差                                                          | クリス・カーク                                                                      | 1,008,000                                                      |                     |
| 2013                                                             | ラッセル・ヘンリー                                             | アメリカ合衆国                                                 | 256                                                            | -24                                                            | 3打差                                                          | ティム・クラーク                                                                    | 1,008,000                                                      |                     |
| 2012                                                             | ジョンソン・ワグナー                                           | アメリカ合衆国                                                 | 267                                                            | -13                                                            | 2打差                                                          | ハリソン・フレイザー チャールズ・ハウエル3世 ショーン・オヘアー カール・ペターソン  | 990,000                                                        |                     |
| 2011                                                             | マーク・ウィルソン                                             | アメリカ合衆国                                                 | 264                                                            | -16                                                            | 2打差                                                          | ティム・クラーク スティーブ・マリーノ                                               | 990,000                                                        |                     |
| 2010                                                             | ライアン・パーマー                                             | アメリカ合衆国                                                 | 265                                                            | -15                                                            | 1打差                                                          | ロバート・アレンビー                                                                | 990,000                                                        |                     |
| 2009                                                             | ザック・ジョンソン                                             | アメリカ合衆国                                                 | 265                                                            | -15                                                            | 2打差                                                          | アダム・スコット デビッド・トムズ                                                   | 972,000                                                        |                     |
| 2008                                                             | K.J.チョイ                                                     | 韓国                                                           | 266                                                            | -14                                                            | 3打差                                                          | ロリー・サバティーニ                                                                | 954,000                                                        |                     |
| 2007                                                             | ポール・ゴイドス                                               | アメリカ合衆国                                                 | 266                                                            | -14                                                            | 1打差                                                          | ルーク・ドナルド チャールズ・ハウエル3世                                            | 936,000                                                        |                     |
| 2006                                                             | デビッド・トムズ                                               | アメリカ合衆国                                                 | 261                                                            | -19                                                            | 5打差                                                          | チャド・キャンベル ロリー・サバティーニ                                             | 918,000                                                        |                     |
| 2005                                                             | ビジェイ・シン                                                 | フィジー                                                       | 269                                                            | -11                                                            | 1打差                                                          | アーニー・エルス                                                                    | 864,000                                                        |                     |
| 2004                                                             | アーニー・エルス                                               | 南アフリカ共和国                                               | 262                                                            | -18                                                            | プレーオフ                                                     | ハリソン・フレイザー                                                                | 864,000                                                        |                     |
| 2003                                                             | アーニー・エルス                                               | 南アフリカ共和国                                               | 264                                                            | -16                                                            | プレーオフ                                                     | アーロン・バデリー                                                                  | 810,000                                                        |                     |
| 2002                                                             | ジェリー・ケリー                                               | アメリカ合衆国                                                 | 266                                                            | -14                                                            | 1打差                                                          | ジョン・クック                                                                      | 720,000                                                        |                     |
| 2001                                                             | ブラッド・ファクソン                                           | アメリカ合衆国                                                 | 260                                                            | -20                                                            | 4打差                                                          | トム・レーマン                                                                      | 720,000                                                        |                     |
| 2000                                                             | ポール・エージンガー                                           | アメリカ合衆国                                                 | 261                                                            | -19                                                            | 7打差                                                          | スチュアート・アップルビー                                                          | 522,000                                                        |                     |
| 1999                                                             | ジェフ・スルーマン                                             | アメリカ合衆国                                                 | 271                                                            | -9                                                             | 2打差                                                          | デービス・ラブ3世 ジェフ・マガート レン・マティース クリス・ペリー トミー・トールズ | 468,000                                                        |                     |
| ユナイテッド航空ハワイアンオープン                               |                                                                |                                                                |                                                                |                                                                |                                                                |                                                                                     |                                                                |                     |
| 1998                                                             | ジョン・ヒューストン                                           | アメリカ合衆国                                                 | 260                                                            | -28                                                            | 7打差                                                          | トム・ワトソン                                                                      | 324,000                                                        |                     |
| 1997                                                             | ポール・スタンコウスキー                                       | アメリカ合衆国                                                 | 271                                                            | -17                                                            | プレーオフ                                                     | ジム・フューリック マイク・リード                                                   | 216,000                                                        |                     |
| 1996                                                             | ジム・フューリック                                             | アメリカ合衆国                                                 | 277                                                            | -11                                                            | プレーオフ                                                     | ブラッド・ファクソン                                                                | 216,000                                                        |                     |
| 1995                                                             | ジョン・モース                                                 | アメリカ合衆国                                                 | 269                                                            | -19                                                            | 3打差                                                          | トム・レーマン ダフィー・ウォルドーフ                                               | 216,000                                                        |                     |
| 1994                                                             | ブレット・オグル                                               | オーストラリア                                                 | 269                                                            | -19                                                            | 1打差                                                          | デービス・ラブ3世                                                                   | 216,000                                                        |                     |
| 1993                                                             | ハワード・トゥウィッティ                                       | アメリカ合衆国                                                 | 269                                                            | -19                                                            | 4打差                                                          | ジョーイ・シンデラー                                                                | 216,000                                                        |                     |
| 1992                                                             | ジョン・クック                                                 | アメリカ合衆国                                                 | 265                                                            | -23                                                            | 2打差                                                          | ポール・エイジンガー                                                                | 216,000                                                        |                     |
| ユナイテッド・ハワイアン・オープン                               |                                                                |                                                                |                                                                |                                                                |                                                                |                                                                                     |                                                                |                     |
| 1991                                                             | ラニー・ワドキンス                                             | アメリカ合衆国                                                 | 270                                                            | -18                                                            | 4打差                                                          | ジョン・クック                                                                      | 198,000                                                        |                     |
| ハワイアン・オープン                                             |                                                                |                                                                |                                                                |                                                                |                                                                |                                                                                     |                                                                |                     |
| 1990                                                             | デビッド・イシイ                                               | アメリカ合衆国                                                 | 279                                                            | -9                                                             | 1打差                                                          | ポール・エイジンガー                                                                | 180,000                                                        |                     |
| 1989                                                             | ジーン・ソウアーズ                                             | アメリカ合衆国                                                 | 197                                                            | -19                                                            | 1打差                                                          | デビッド・オグリン                                                                  | 135,000                                                        |                     |
| 1988                                                             | ラニー・ワドキンス                                             | アメリカ合衆国                                                 | 271                                                            | -17                                                            | 1打差                                                          | リチャード・ゾコル                                                                  | 108,000                                                        |                     |
| 1987                                                             | コーリー・ペイビン                                             | アメリカ合衆国                                                 | 270                                                            | -18                                                            | プレーオフ                                                     | クレイグ・スタドラー                                                                | 108,000                                                        |                     |
| 1986                                                             | コーリー・ペイビン                                             | アメリカ合衆国                                                 | 272                                                            | -16                                                            | 2打差                                                          | ポール・エイジンガー                                                                | 90,000                                                         |                     |
| 1985                                                             | マーク・オメーラ                                               | アメリカ合衆国                                                 | 267                                                            | -21                                                            | 1打差                                                          | クレイグ・スタドラー                                                                | 90,000                                                         |                     |
| 1984                                                             | ジャック・レナー                                               | アメリカ合衆国                                                 | 271                                                            | -17                                                            | プレーオフ                                                     | ウェイン・レヴィ                                                                    | 90,000                                                         |                     |
| 1983                                                             | 青木功                                                         | 日本                                                           | 268                                                            | -20                                                            | 1打差                                                          | ジャック・レナー                                                                    | 58,500                                                         |                     |
| 1982                                                             | ウェイン・レヴィ                                               | アメリカ合衆国                                                 | 277                                                            | -11                                                            | 1打差                                                          | スコット・シンプソン                                                                | 58,500                                                         |                     |
| 1981                                                             | ヘール・アーウィン                                             | アメリカ合衆国                                                 | 265                                                            | -23                                                            | 6打差                                                          | ドナルド・ジャニュアリー                                                            | 58,500                                                         |                     |
| 1980                                                             | アンディ・ビーン                                               | アメリカ合衆国                                                 | 266                                                            | -22                                                            | 3打差                                                          | リー・トレビノ                                                                      | 58,500                                                         |                     |
| 1979                                                             | ヒューバート・グリーン                                         | アメリカ合衆国                                                 | 267                                                            | -21                                                            | 3打差                                                          | ファジー・ゼラー                                                                    | 54,000                                                         |                     |
| 1978                                                             | ヒューバート・グリーン                                         | アメリカ合衆国                                                 | 274                                                            | -14                                                            | プレーオフ                                                     | ビリー・クラッツァルト                                                              | 50,000                                                         |                     |
| 1977                                                             | ブルース・リーツキー                                           | アメリカ合衆国                                                 | 273                                                            | -15                                                            | 3打差                                                          | ドナルド・ジャニュアリー 村上隆                                                     | 48,000                                                         |                     |
| 1976                                                             | ベン・クレンショー                                             | アメリカ合衆国                                                 | 270                                                            | -18                                                            | 4打差                                                          | ヘール・アーウィン ラリー・ネルソン                                                 | 46,000                                                         |                     |
| 1975                                                             | ゲーリー・グロー                                               | アメリカ合衆国                                                 | 274                                                            | -14                                                            | 1打差                                                          | アル・ガイバーガー                                                                  | 44,000                                                         |                     |
| 1974                                                             | ジャック・ニクラス                                             | アメリカ合衆国                                                 | 271                                                            | -17                                                            | 3打差                                                          | エディ・ピアース                                                                    | 44,000                                                         |                     |
| 1973                                                             | ジョン・シュリー                                               | アメリカ合衆国                                                 | 273                                                            | -15                                                            | 2打差                                                          | オービル・ムーディ                                                                  | 40,000                                                         |                     |
| 1972                                                             | グライアー・ジョーンズ                                         | アメリカ合衆国                                                 | 274                                                            | -14                                                            | プレーオフ                                                     | ボブ・マーフィー                                                                    | 40,000                                                         |                     |
| 1971                                                             | トム・ショー                                                   | アメリカ合衆国                                                 | 273                                                            | -15                                                            | 1打差                                                          | ミラー・バーバー                                                                    | 40,000                                                         |                     |
| 1970                                                             | シーズン終盤から序盤への日程変更のためこの年はトーナメントなし | シーズン終盤から序盤への日程変更のためこの年はトーナメントなし | シーズン終盤から序盤への日程変更のためこの年はトーナメントなし | シーズン終盤から序盤への日程変更のためこの年はトーナメントなし | シーズン終盤から序盤への日程変更のためこの年はトーナメントなし | シーズン終盤から序盤への日程変更のためこの年はトーナメントなし                      | シーズン終盤から序盤への日程変更のためこの年はトーナメントなし |                     |
| 1969                                                             | ブルース・クランプトン                                         | オーストラリア                                                 | 274                                                            | -14                                                            | 4打差                                                          | ジャック・ニクラス                                                                  | 25,000                                                         |                     |
| 1968                                                             | リー・トレビノ                                                 | アメリカ合衆国                                                 | 272                                                            | -16                                                            | 2打差                                                          | ジョージ・アーチャー                                                                | 25,000                                                         |                     |
| 1967                                                             | ダドリー・ワイソング                                           | アメリカ合衆国                                                 | 284                                                            | -4                                                             | プレーオフ                                                     | ビリー・キャスパー                                                                  | 20,000                                                         |                     |
| 1966                                                             | テッド・マカレナ                                               | アメリカ合衆国                                                 | 271                                                            | -17                                                            | 3打差                                                          | ビリー・キャスパー ゲイ・ブリューワー                                               | 8,500                                                          |                     |
| 1965                                                             | ゲイ・ブリューワー                                             | アメリカ合衆国                                                 | 281                                                            | -7                                                             | プレーオフ                                                     | ボブ・ゴールビー                                                                    | 9,000                                                          |                     |
| 初期のハワイアン・オープン（現在のトーナメントとは直接関係なし） |                                                                |                                                                |                                                                |                                                                |                                                                |                                                                                     |                                                                |                     |
| 1948                                                             | ケリー・ミドルコフ                                             | アメリカ合衆国                                                 | 274                                                            | -10                                                            |                                                                |                                                                                     | 2,000                                                          |                     |
| 1947                                                             | E.J.ハリソン                                                   | アメリカ合衆国                                                 | 275                                                            | -13                                                            |                                                                |                                                                                     | 2,000                                                          |                     |

## 複数回優勝者
- 2回
  - ジミー・ウォーカー: 2014, 2015
  - アーニー・エルス: 2003, 2004
  - ヒューバート・グリーン: 1978, 1979
  - コーリー・ペイビン: 1986, 1987
  - ラニー・ワドキンス: 1988, 1991

## 記録
- トーナメント記録: 253（ジャスティン・トーマス、2013年）
- 54ホール記録: 188（ジャスティン・トーマス、2013年）
- 36ホール記録: 123（ジャスティン・トーマス、2013年）
- 18ホール記録: 59（ジャスティン・トーマス、2013年）

## テレビ中継
- アメリカでは、時差の関係で東部標準時ではプライムタイムになることもあり、ケーブルテレビで生中継されている。2007年まではESPN、2008年以降はザ・ゴルフ・チャンネルがそれぞれ中継を行った。
- 日本では2008年まで、フジテレビ系列で日本時間の毎年1月第3（2008年は第2）月曜日10:00～12:00に放送（11:00～11:05に一旦中断して『FNNニュース』を放送。クロスネット局のテレビ宮崎も、通常ネットしている昼の『ANNニュース」』の代わりにこれが放送されていた。また、放送時間内に優勝者が決まらない場合は、12:00で事実上の飛び降りし、次番組の『笑っていいとも!』内で結果報告が放送・挿入された。なお、FNS系列では最終日以外の放送は、深夜の録画放送となっていた。また、2008年大会の3日目（日本時間1月13日日曜日）は、深夜ではなく午後(事実上NHK BS1から連続放送)からの放送となった。
- また、NHK BS1でも、フジテレビ生放送時は最終日以外は衛星生放送、最終日のみ夜の録画放送（上記理由の為）していたが、2008年からNHK BS1でも生放送を実施し、FNS系列との並行放送を行った。2009年はFNSが放送を行わないため、生放送はNHK BS1単独となり、加えてハイライトがNHK総合で日本時間月曜深夜（日付上は火曜日）に放送された。
- 過去の「ハワイアンオープン」としては日本テレビ系列で全国生中継された。